# 本·怀特
本杰明·威廉·懷特（英語：Benjamin William White；1997年10月8日—），是一名英格蘭職業足球員，現時效力英格蘭超級足球聯賽球會阿森纳以及英格蘭足球代表隊。司職中後衛。
職業生涯早期，懷特曾被外借至英格蘭足球乙級聯賽的新港郡、英格蘭足球甲級聯賽的彼德堡和列斯聯。效力列斯聯期間，他打滿全季46場聯賽比賽，贏得2019年至2020年英格蘭足球冠軍聯賽冠軍，並協助球隊升班至英超。
2020年夏天，雖然列斯聯希望懷特正式轉會，但他選擇與布萊頓續下長約。於2020-21賽季，他為球隊上陣36場，並成為球隊該年度最佳球員。
2021年5月，懷特首次入選英格蘭足球代表隊出戰2020年歐洲足球錦標賽的33人初選名單，其後，他落選了最終的名單。6月，懷特於小勝奧地利國家足球隊1比0的友誼賽中，首次代表國家隊上陣。6月7日，由於受傷退出國家隊，他獲補選進入最終名單。

## 俱樂部生涯

### 早期生涯
懷特曾效力修咸頓的青年軍，但他於16歲時被球會放棄。其後，布莱顿的青年軍簽下他。

### 布莱顿

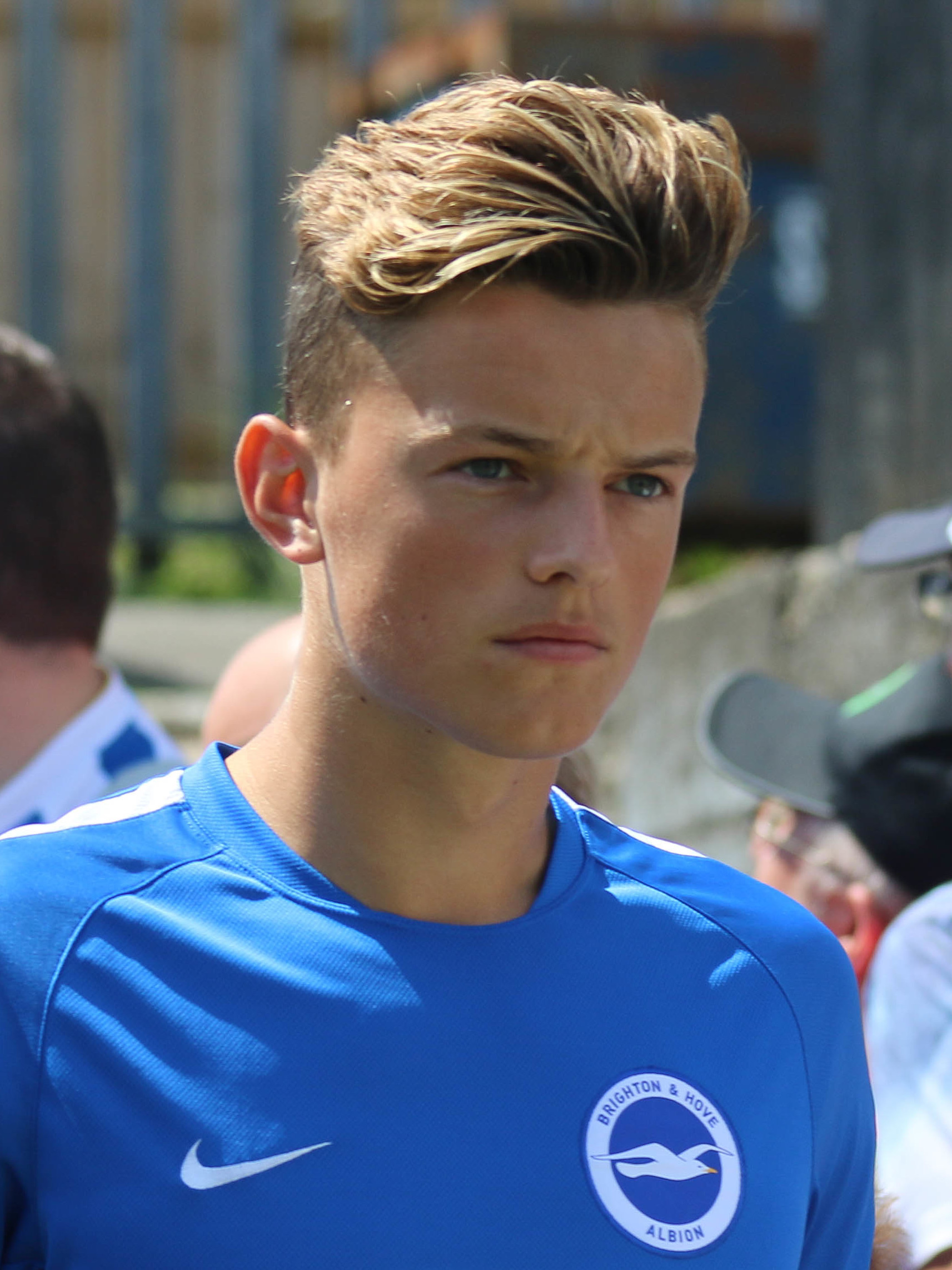
2015年，效力布莱顿時的懷特

2016年8月6日，懷特在對陣德比郡的聯賽中首次出任後備。3日後，他於英格蘭足球聯賽盃第一轮对阵科尔切斯特联的比赛中首次代表球隊一線隊上陣，球隊以4比0击败了对手。其後三場分別對陣诺丁汉森林、罗瑟勒姆和雷丁的聯賽，懷特同樣只出任後備。於聯賽盃第二轮对阵牛津联的比赛中，怀特上陣並打滿全場90分钟的比赛，布莱顿在比赛中以4比2获胜。

#### 新港郡（外借）
2017年8月1日，怀特被外借至英格蘭足球乙級聯賽的新港郡，为期一个赛季。8月8日，他於聯賽盃對陣绍森德時首次代表球隊上陣，最終新港郡以2比0勝出。12日，懷特於對陣克鲁的比賽中，首次於聯賽比賽中上陣，雙方最終賽和1比1。11月21日，他於主負巴尼特1比2的比賽中，攻入職業生涯首個入球。
2018年1月7日，於英格蘭足總盃第3圈的比賽中，怀特協助球隊在主場以2比1擊敗英冠的列斯聯，新港郡自1978-79球季英格蘭足總盃後，首次打進第4圈的比賽，對手將為英超球隊托特纳姆热刺。1月27日，怀特於比賽中正選上陣，協助球隊在主場以1比1賽和熱刺，雙方需在熱刺的臨時主場重賽。於比賽中，韋特防守對手前鋒的表現獲得好評。
3月15日，韋特贏得該季球隊最佳球員的獎項，於頒獎禮上，領隊麥可·佛林稱讚韋特為「球隊史上租借過最佳的球員」。

#### 初次回歸
回歸白禮頓後，起初有消息指韋特拒絕與球隊續約，熱刺亦有意簽下韋特，但最終韋特與球隊續下長約。
2018-19賽季，時任球會領隊表示，韋特為球隊的第4中堅，排在、和里昂·巴洛根之後。於球隊U23梯隊，韋特是正選中堅。2018年11月26日，他於對陣史雲斯U23隊時助攻3次，協助球隊落後兩球下，以3比2反勝對手。2018年12月8日，他首次於英超比賽中出任後備，但未獲上場機會。

#### 彼德堡（外借）
2019年1月3日，怀特外借加盟英格蘭足球甲級聯賽球會彼得伯勒联，为期一个赛季。1月5日，他於英格蘭足總盃第三圈對陣米德尔斯堡時，首次為球隊上陣，但最終球隊以0比5落敗。12日，韋特在主勝罗奇代尔2比1的比賽中，於第88分鐘後備入替，首次於英甲上陣。
3月23日，怀特於主勝绍森德2比0的聯賽比賽中，攻入首個入球。於聯賽煞科戰，球會在主場以3比1擊敗伯顿阿尔比恩，但因唐卡斯特流浪同樣勝出比賽而無緣升班附加賽。本賽季，韋特於各項賽事上陣16場，攻入1球。

#### 列斯聯（外借）
2019/20赛季，怀特租借加盟英冠的利兹联为期一个赛季，
身披5号球衣。

### 兵工廠
2021年7月30日，懷特以5000萬英鎊的價格加盟英超球會阿森纳。身披4号球衣。
8月13日，他在2021-2022赛季英超联赛的揭幕战中首次亮相，對陣英超新军布伦特福德並打滿全場。由於COVID-19檢測呈陽性，怀特错过了8月22日在阿森纳举办的主场对阵伦敦对手切尔西的比赛。

## 國家隊生涯
2021年5月25日，懷特被列入英格蘭足球代表隊的临时33人名单，准备参加2020年欧洲杯，这个比赛原定于2020年举行，但因为COVID-19大流行而推迟到了2021年夏天进行。 这是懷特首次被任何级别的国家队召唤。 在6月1日，他被从名单中剔除，尽管被剔除的球员仍然参加了对阵奥地利和罗马尼亚的两场热身赛。在6月2日对阵奥地利的比赛中，懷特作为替补出场，替换了杰克·格拉利什，在里弗赛德体育场以1-0获胜。他在比赛的最后阶段扑出了亚历山德罗·薛普夫的射门，阻止了对方的扳平比分。他成为第五位代表英格兰出战的布莱顿球员，并且是2018年11月队长刘易斯·邓克被国家队召唤之后的近三年内第二位。在6月6日的第二场也是最后一场热身赛中，懷特首发全程上场，在对阵罗马尼亚以1-0获胜的比赛中，这场比赛同样在里弗赛德体育场举行。
2021年6月7日，懷特因特倫·亞歷山大-阿諾德受伤而被选入欧洲杯26人名单。 ，英格兰队在2020年欧洲足球锦标赛决赛中获得亚军的比賽中他仍未上場。
2022年11月10日，懷特被列入英格兰的2022年世界杯26人名单。 在11月30日，他因个人原因离开了比赛，并且预计不会返回。

## 榮譽

### 球會
列斯聯
- 英格蘭足球冠軍聯賽冠軍：2019-20賽季[46]

 阿森納
- 英格蘭社區盾冠軍：2023年[47]

### 國家隊
英格蘭
- 欧洲足球锦标赛亞軍：2020年[48]

### 個人
- 新港郡年度最佳球員獎：2017–18賽季
- 列斯聯賽季最佳青年球員：2019–20賽季
- PFA年度最佳陣容：2019–20賽季（英冠）[49]
- 布萊頓賽季最佳球員：2020–21賽季[50]

## 外部連結
- Soccerway資料庫：本·怀特
- 足球数据库：本·怀特的球员统计数据